# Inmarsat
Inmarsat er en international kommunikationsvirksomhed med hovedkontor i London som driver et antal satellitnetværk. Den blev stiftet i 1979 som en international organisation der udsprang af International Maritime Organization (IMO) under FN. Hovedformålet var at etablere global og pålidelig kommunikation til skibsfarten for at øge sikkerheden til søs. Inmarsat har siden spredt sine interesser til at dække både luftfart og landbaserede anvendelser og i juni 2005 blev firmaet omdannet til aktieselskab og sat i handel på London Stock Exchange.

## Opgaver og produkter
Inmarsats oprindelige udgangspunkt i IMO træder stadig frem i forbindelse med den rolle der spilles inden for de internationale søsikkerhedsaftaler. Der er således krav til mange fartøjer om at der skal være bestemte typer Inmarsatudsyr om bord til nød- og sikkerhedskommunikation og Inmarsats infrastruktur spiller en fremtrædende rolle ved håndtering af nødssituationer. Disse krav og operationelle principper er fastlagt i GMDSS systemet som blev vedtaget i 1988 ved IMO-konventionen SOLAS (Safety Of Life At Sea).
Men udover det udbydes der nu talrige kommunikationsformer som tale, telex, telefax, ISDN og datakommunikation ved mange forskellige hastigheder. Det seneste skud på stammen er etableringen af en ny BGAN service som fuldt udbygget kommer til at give global bredbåndskommunikation.
Inmarsats satellitter er geostationære og befinder sig derfor alle omtrent over ækvator. Deres dækning når ud til omkring 78°N og 78°S; polarområderne har ikke dækning da de ikke kan nås fra en geostationær position.
Inmarsatprodukterne deles normalt op de tre segmenter som stiller forskellige krav både til terminalerne og til nettet:
- Landmobilt udstyr, som oftest har antenner der skal stilles på jorden og pejles mod den satellit man ønsker at bruge. Der findes også varianter som er optimerede til at bruge på køretøjer i bevægelse.
- Maritimt udstyr, som ud over krav om vandtæthed og lignende, også normalt kræver antennesystemer som automatisk kan spore satellitten under skibets bevægelser i vandet. Inmarsat-C er dog en undtagelse da det ikke bruger retningsbestemte antenner.
- Aeronautisk udstyr, som er tilpasset luftfartens store sikkerhedskrav og som er beregnet til at virke ved høje hastigheder hvor dopplereffekten spiller ind på signaltransmissionen.

## Systemer
Inmarsat har oprettet et antal forskellige netværk og systemer som har forskellige egenskaber:
- Inmarsat-A: Giver mulighed for taleforbindelser, telex og datakommunikation op til 56 eller 64 kbit/s. Dette system er det eneste analoge og er planlagt nedlagt med udgangen af 2007.

- Inmarsat-Aero: Giver tale, fax, og dataforbindelser til fly (aeronautisk brug). Der findes nogle undergrupper som bruger forskellige antennestørrelser og som giver forskellige datarater. Ud over denne service findes der også aeronautiske varianter af Inmarsat-C og mini-M/M4.

- Inmarsat-B: Giver tale, telex og fax/data op til 9,6 kbit/s. Der er også mulighed for højhastighedsdata på 56, 64 eller 128 kbit/s.

- Inmarsat-C: Dette er et lav-hastighedssystem som tilbyder forskellige typer datatransmission med op til 600 bit/s. Til gengæld for den lave datahastighed får man et kompakt med en antenne som ikke behøver at pege mod satellitten. Inmarsat-C systemet bruges til e-mail, telex, positionsrapportering og lignende. Desuden er systemet en væsentlig del af GMDSS.

- Inmarsat-M: Et landmobilt system som tilbyder 4,8 kbit/s tale samt 2,4 kbit/s fax/data.

- Inmarsat-Mini-M: Tilbyder 4,8 kbit/s tale samt 2,4 kbit/s fax/data ligesom Inmarsat-M, men er mindre og har ikke global dækning.

- Inmarsat-M4: Tilbyder de samme services som M og mini-M, men med tilføjelse af ISDNlignende dataopkoblinger på 64 kbit/s og IP pakkekoblet data (Mobile Packet Data Service MPDS). Dette system kaldes også GAN (Global Area Network).

- Inmarsat-Fleet: Dette er en familie af maritime systemer som består af Fleet77, 55 og 33. Tallet for hver system er afledt af antennens diameter i centimeter. De tilbyder stort set de samme services som M4. De tre forskellige varianter har forskellige muligheder i forskellige dækningsområder med Fleet77 som den kraftigste der tilbyder 128kbit/s ISDN.

- Inmarsat-D/D+: Inmarsats bud på en personsøger. Den har en ganske lav bitrate og var oprindelig kun til envejskommunikation (til mobilen). Senere versioner (D+) tilbyder tovejskommunikation.

- Inmarsat-E: Et maritimt nødsystem som er under afvikling.

- Inmarsat-RBGAN: RBGAN (Regional BGAN) er forgængeren til BGAN og tilbyder IP trafik op til 144 kbit/s til områder i Europa, Asien, Afrika og Australen.

- Inmarsat-BGAN: BGAN er en forkortelse for Broadband Global Area Network og er det nyeste system som er introduceret med opsendelsen Inmarsats I-4 satellitter. Systemet tilbyder en varierende række services med tale (ned til 4,8 kbit/s) og IP trafik (op til 432 kbit/s).

## Satellitter
I begyndelsen blev der lejet kapacitet til Inmarsats kommunikationstrafik på andres satellitter, men fra begyndelsen af 1990'erne begyndte opsendelsen af egne satellitter.

### Inmarsat I-2
Dette er en gruppe på fire satellitter. De bruges i dag som til udlejningskapacitet og som reserve. Hver satellit vejer 690 kg (uden brændstof) og har en sendeeffekt på 1200W
- Inmarsat I-2 F1: Opsendt 10. november 1990 fra Cape Canaveral. Placeret over Stillehavet (omkring 140°E).
- Inmarsat I-2 F2: Opsendt 8. marts 1991 fra Cape Canaveral. Placeret over Stillehavet (omkring 100°W).
- Inmarsat I-2 F3: Opsendt 3. august 1991 fra Kourou Space Center. Placeret over Stillehavet (omkring 140°W)
- Inmarsat I-2 F4: Opsendt 15. april 1992 fra Kourou Space Center. Placeret over Indiske Ocean (omkring 110°E).

### Inmarsat I-3
Denne gruppe på 5 satellitter har ud over global basisdækning også mulighed for at etablere et mere fleksibelt dækningsbillede hvor områder med meget trafik kan få øget kapacitet (såkaldte spot-beams). De overfører også hjælpesignaler til GPS-systemet. En stor del af I-3 satellitternes funktioner er ved at blive overflyttet til de nye I-4. Hver satellit vejer 2068 kg (undtagen F2 som har et anderledes fremdriftssystem) og har en sendeeffekt på 2800W.
- Inmarsat I-3 F1: Opsendt 3. april 1996 fra Cape Canaveral. Placeret over Indiske Ocean (omkring 63°E)
- Inmarsat I-3 F2: Opsendt 6. oktober 1996 fra Baikonur Cosmodrome. Placeret over Atlanterhavet (omkring 15°E)
- Inmarsat I-3 F3: Opsendt 18. december 1996 fra Cape Canaveral. Placeret over Stillehavet (omkring 179°E)
- Inmarsat I-3 F4: Opsendt 3. juni 1997 fra Kourou Space Center. Placeret over Indiske Ocean (omkring 110°W)
- Inmarsat I-3 F5: Opsendt 4. februar 1998 fra Kourou Space Center. Placeret over Afrika (omkring 24°E)

### Inmarsat I-4
Disse satellitter er seneste generation og de og hidtil største, kraftigste og mest avancerede af Inmarsats satellitter. De kan omstilles til mange forskellige dækningsmønstre og har hver især en transmissionskapacitet der overstiger alle I-3 satellitterne tilsammen. De skal åbne mulighed for global bredbåndskommunikation når de er fuldt i drift. De vejer hver omkring 5900 kg.
- Inmarsat I-4 F1: Opsendt 11. marts 2005 fra Cape Canaveral. Placeret over Indiske Ocean (omkring 63°E)
- Inmarsat I-4 F2: Opsendt 8. november 2005 fra havplatform i Stillehavet. Placeret over Atlanterhavet (omkring 53°W)
- Inmarsat I-4 F3: Opsendt 19. august 2008 fra Baikonur Cosmodrome i Kasakhstan.